# International Country Cuneo

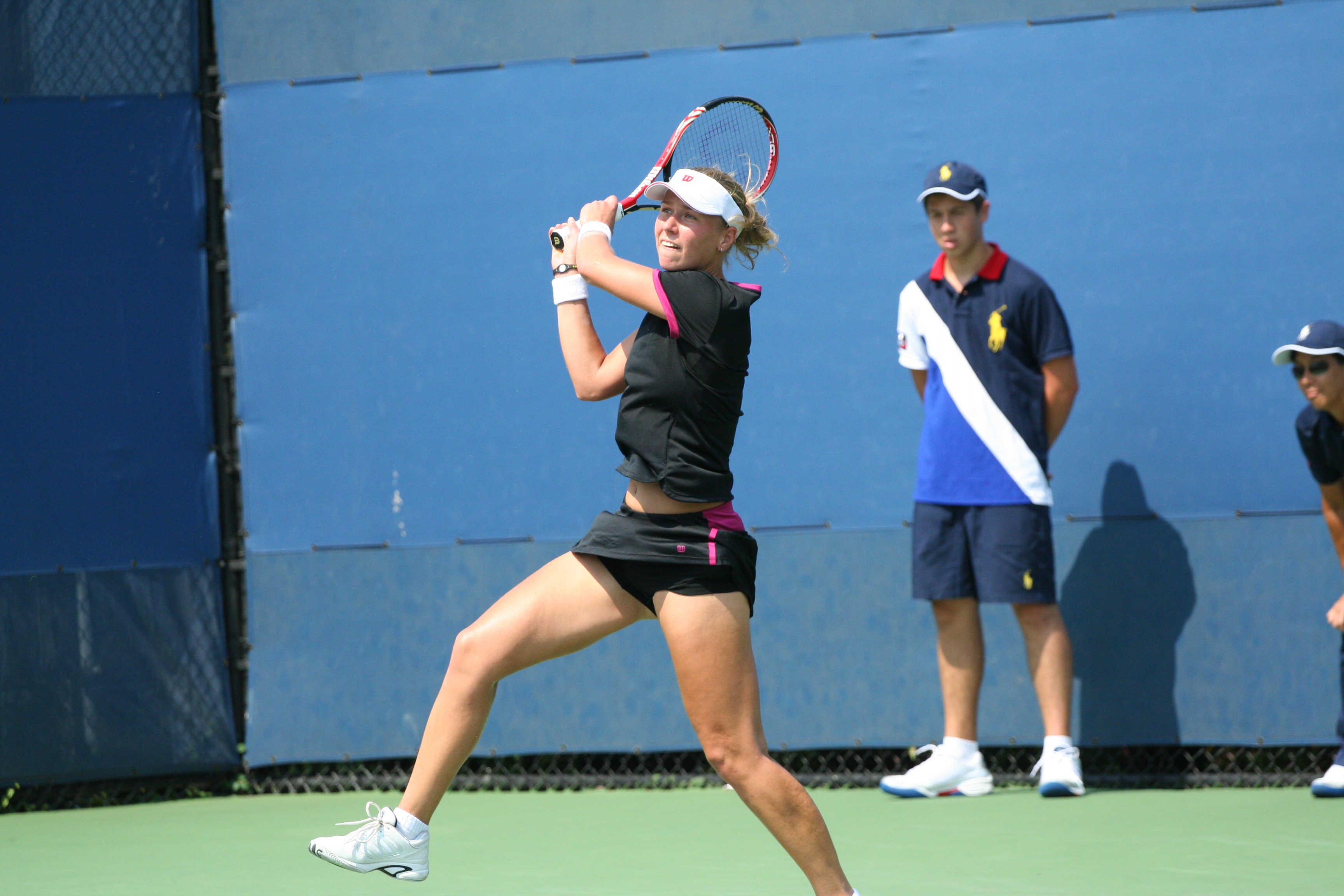
Двукратная чемпионка парного турнира Дарья Кустова.

International Country Cuneo — профессиональный женский теннисный турнир. Играется на открытых кортах с грунтовым покрытием.
Соревнования проводятся в городе Кунео, Италия на рубеже июня и июля.

## Общая информация
Женские соревнования в Кунео получили международный статус в 1999 году, однако соревнования первых розыгрышей имели весьма низкий статус.
Изменения к лучшему произошли накануне сезона-2003: призовой фонд вырос в пять раз, что позволило организаторам значительно усилить состав участников. Накануне 2008 года призовой фонд вырос ещё в два раза.

### Победители и финалисты
Семь из тринадцати титулов в одиночном разряде досталось итальянкам, которые кроме этого ещё четырежды играли в финалах.
Лишь одной теннисистке удалось побеждать в турнире более одного раза — итальянка Татьяна Гарбин по разу выигрывала соревнование в эпоху 50-тысячников и в эпоху 100-тысячников.
Дважды в финалах играли представительницы одной страны: в 2004 году это были итальянки, а годом позже — испанки.
Лишь дважды в истории одиночного турнира в решающем матче игралось три сета — Мара Сантанджело завоевала в решающей партии титул 2000 года, а Мария-Эмилия Салерни — 2007-го.
В парных соревнованиях достижения итальянок не столь значимы — лишь три титула, последний из которых был завоёван в 2006 году.
Пять раз соревнование выигрывали пары, представляющие одну страну: трижды это удалось итальянкам и по разу — француженкам и чешкам. В первых двух финалах турнира играли только итальянки — это единственный случай, когда в решающий матч пробивались только представительницы одной страны.
Самой титулованной теннисисткой в истории парных соревнований является представительница белоруссии Дарья Кустова, праздновавшая успех на местных кортах в 2007-м и 2009-м годах, а также игравшая в финале розыгрыша-2006.

## Финалисты разных лет

### Одиночный турнир
| Год  | Чемпион              | Финалист                  | Счёт           |
| ---- | -------------------- | ------------------------- | -------------- |
| 2011 | Анна Татишвили       | Аранча Рус                | 6-4 6-3        |
| 2010 | Ромина Опранди       | Полин Пармантье           | 6-0 6-2        |
| 2009 | Полона Херцог        | Варвара Лепченко          | 6-1 6-2        |
| 2008 | Татьяна Гарбин (2)   | Сорана Кырстя             | 6-3 6-1        |
| 2007 | Мария-Эмилия Салерни | Сара Эррани               | 3-6 6-1 7-6(6) |
| 2006 | Галина Воскобоева    | Аличе Канепа              | 6-1 6-2        |
| 2005 | Лаура Поус-Тио       | Кончита Мартинес-Гранадос | 6-3 6-2        |
| 2004 | Флавия Пеннетта      | Аличе Канепа              | 6-4 6-1        |
| 2003 | Татьяна Гарбин       | Любомира Бачева           | 6-3 6-1        |
| 2002 | Евгения Савранская   | Виттория Мальё            | 6-1 6-3        |
| 2001 | Ясмин Анджели        | Юлия Шруфф                | 6-3 7-6(7)     |
| 2000 | Мара Сантанджело     | Эдит Нуне-Берсо           | 6-2 3-6 6-3    |
| 1999 | Роберта Винчи        | Штефани Хайднер           | 6-1 6-2        |

### Парный турнир
| Год  | Чемпионы                              | Финалисты                              | Счёт           |
| ---- | ------------------------------------- | -------------------------------------- | -------------- |
| 2011 | Мэнди Минелла Штефани Фёгеле          | Ева Бирнерова Весна Долонц             | 6-3 6-2        |
| 2010 | Ева Бирнерова Луция Градецкая         | Сорана Кырстя Андрея Клепач            | 3-6 6-4 [10-8] |
| 2009 | Акгуль Аманмурадова Дарья Кустова (2) | Петра Цетковская Матильда Юханссон     | 5-7 6-1 [10-7] |
| 2008 | Марет Ани Рената Ворачова             | Ольга Савчук Марина Шамайко            | 6-1 6-2        |
| 2007 | Дарья Кустова Екатерина Макарова      | Юлия Бейгельзимер Маргалита Чахнашвили | 6-2 2-6 6-2    |
| 2006 | Сара Эррани Карин Кнапп               | Джулия Гатто-Монтиконе Дарья Кустова   | 6-3 7-6(5)     |
| 2005 | Мария Корытцева Галина Воскобоева     | Сара Эррани Джулия Габба               | 6-3 7-5        |
| 2004 | Эдина Галловиц Жофия Губачи           | Ева Грдинова Сандра Заглавова          | 7-5 6-3        |
| 2003 | Мервана Югич-Салкич Дарья Юрак        | Любомира Бачева Штефани Хайднер        | 6-1 6-2        |
| 2002 | Карла Мра Орели Веди                  | Стефания Кьеппа Евгения Савранская     | 2-6 6-3 6-2    |
| 2001 | Андреа Масарикова Юлия Шруфф          | Ясмин Анджели Моника Скартони          | 6-2 7-6(4)     |
| 2000 | Мария Елена Камерин Мара Сантанджело  | Сильвия Дисдери Анна Флорис            | 7-5 6-2        |
| 1999 | Сабина да Понте Роберта Винчи         | Кристина Колетто Эмануэла Фаллети      | 6-2 6-0        |